# Sérguiev Possad
Sérguiev Possad - Сергиев Посад (rus) - és una ciutat de l'óblast de Moscou, a Rússia. És a 71 km al nord-est de Moscou. És un centre industrial, considerat com la «capital russa de la joguina» tot i que s'hi produeixen també, entre d'altres, maquinari agrícola, tèxtil i mobiliari. El 2017 tenia 104.579 habitants.
La ciutat de Sérguiev Possad es va crear per l'aglomeració dels varis barris d'artesans que es van instal·lar a l'entorn del famós monestir ortodox, el Laura de la Santíssima Trinitat i Sant Sergi. Forma part de l'anomenat Anell d'Or juntament amb altres viles al voltant de Moscou. El monestir –patrimoni de la humanitat des de 1993– es considera el cor de l'ortodòxia russa, car fou fundat al segle xiv per Sergi de Ràdonej, patró de Rússia. Al segle xv l'indret adquirí l'estatus de laura (monestir ortodox), i al segle xvi Ivan el Terrible dotà la vila d'un conjunt de grans edificis i esglésies. Tradicional lloc de romeria, el 1920 va ser transformat en museu però a partir de 1988 s'hi va conèixer un renaixement d'activitat religiosa.
El nom significa burg o raval de Sant Sergi. El 1931 la ciutad va ser rebatejada Zagorsk (Заго́рск), un nom laic, com era de costum durant el règim comunista. Després de la desintegració de l'URSS el 1991 va tornar a prendre el seu nom històric.

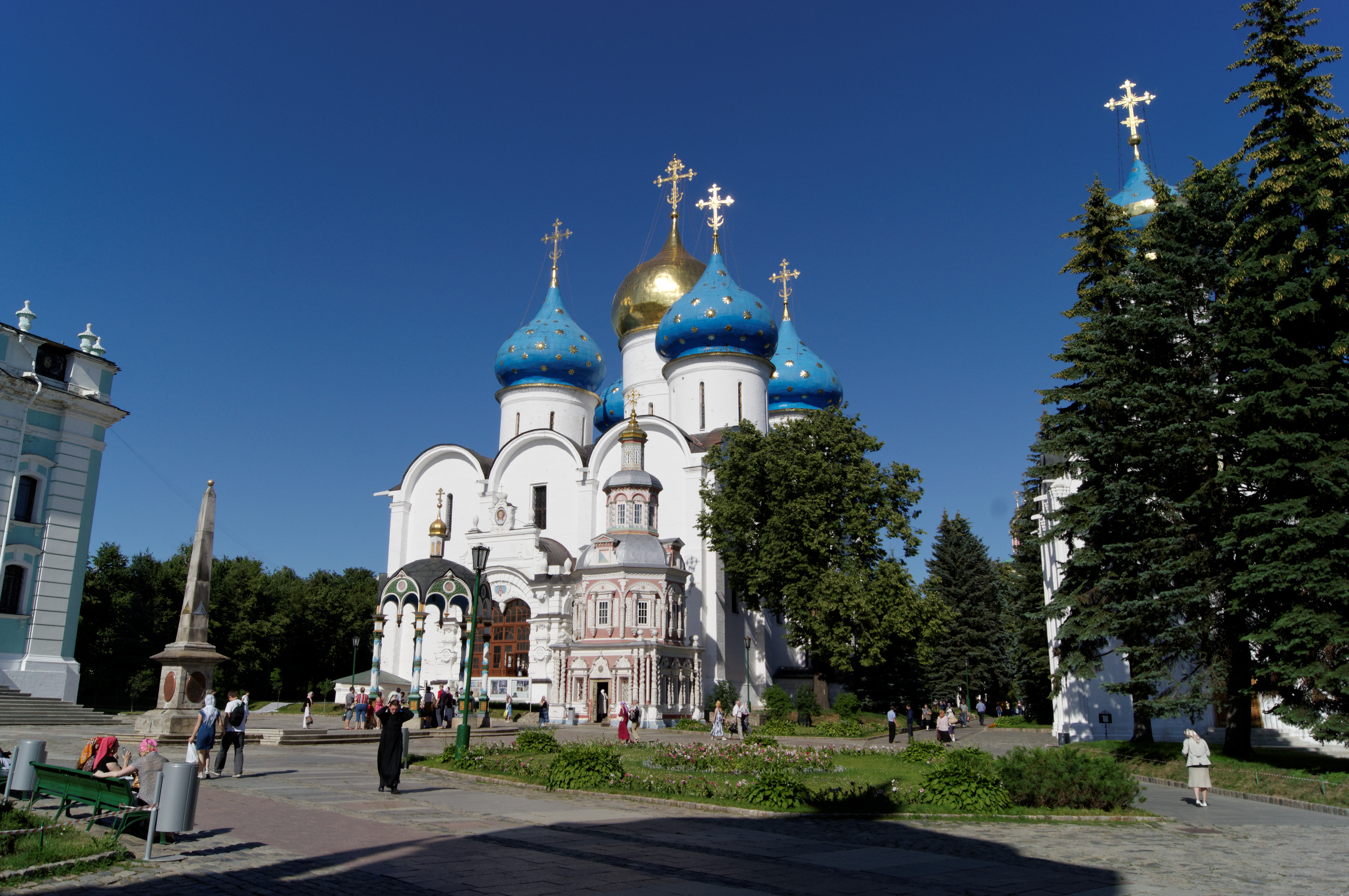
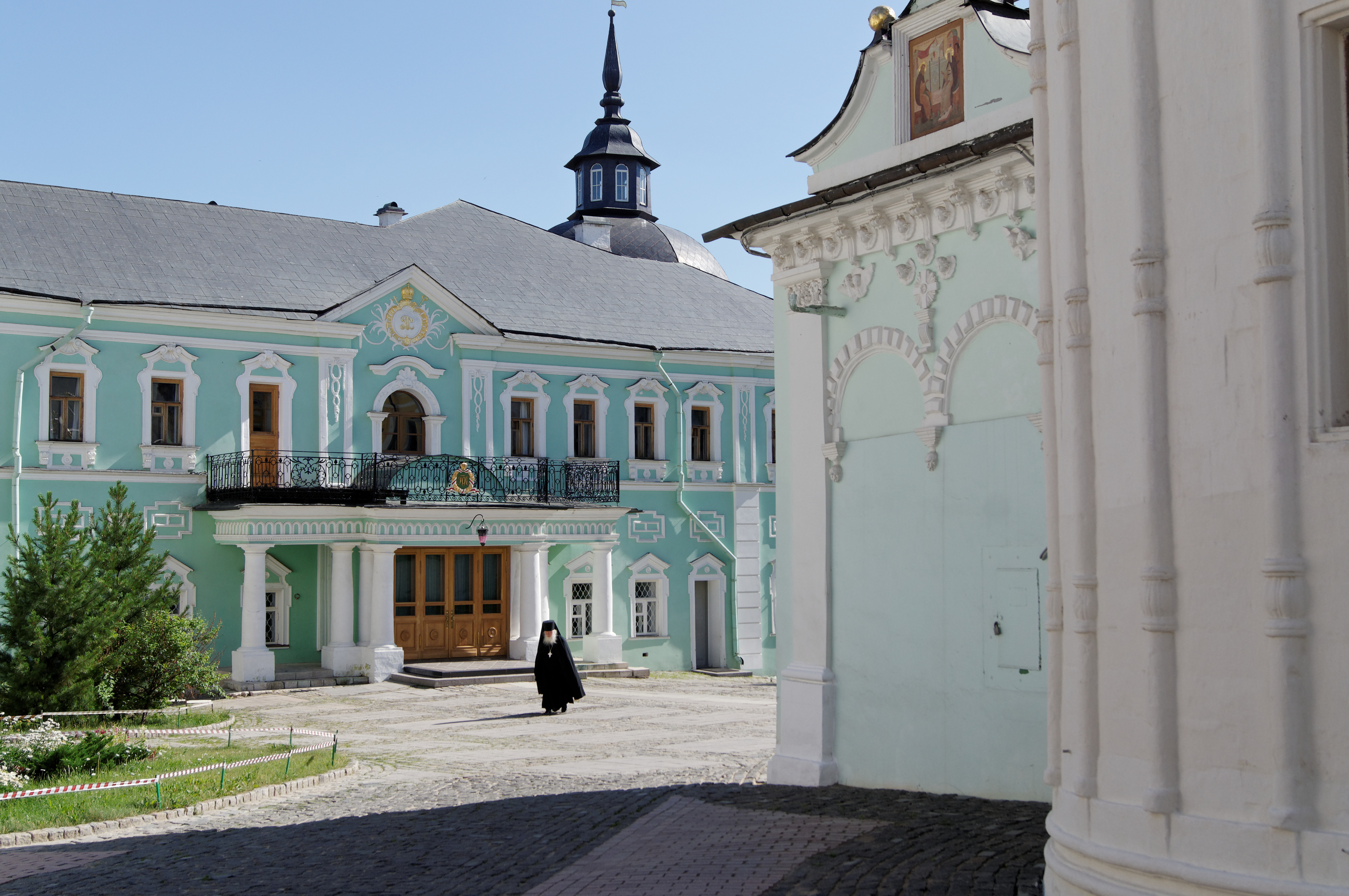

## Persones
- Borís Godunov (1551-1605), tsar (1598-1605) sebollit a la catedral[2]

## Llocs d'interés
- El monestir Laura de la Santíssima Trinitat i Sant Sergi
- El museu a l'antiga colònia d'artistes Abràmtsevo creada al segle xix. Des d'aleshores va contribuir en el renaixement de l'artesania artística russa.[7]
- El museu de la joguina[3]